# Lac, Mehedinți
Lac este un sat în comuna Voloiac din județul Mehedinți, Oltenia, România.